# Miroslav Škoro i Ravnica
 Miroslav Škoro i Ravnica je drugi studijski album hrvatskog pjevača Miroslava Škore.

## Popis pjesama
1. Otvor' ženo kapiju (3:10)
2. Slavonijom polegla je magla (3:03)
3. Sjeti se (2:54)
4. Kuća na kraju sela (3:23)
5. Heroji ne plaču (duet: Leteći odred) (4:14)
6. Mata (5:42)
7. Ej, salaši (3:33)
8. Ja se bojim da me ne voliš (4:14)
9. Oj, neretvo, vodo ladna (2:56)

Ukupno vrijeme: 33:12
Ovaj album je polučio uspješnice "Otvor' ženo kapiju", "Kuća na kraju sela" i "Mata"